# Garde Gardom
Garde Basil Gardom, OBC, QC (* 17. Juli 1924 in Banff, Alberta; † 18. Juni 2013) war ein kanadischer Politiker. Er war über zwei Jahrzehnte in der Provinz British Columbia politisch aktiv und hatte mehrere Ministerposten inne. Von 1995 bis 2001 war er Vizegouverneur dieser Provinz.

## Biografie
Gardom studierte Recht an der University of British Columbia in Vancouver. Anschließend verfolgte er eine Karriere als Rechtsanwalt. 1966 kandidierte er im Wahlbezirk Vancouver-Point Grey mit Erfolg für einen Sitz in der Legislativversammlung von British Columbia. Fünfmal in Folge gelang ihm die Wiederwahl (1969, 1972, 1975, 1979 und 1983).
1974 wechselte Gardom von der British Columbia Liberal Party zur British Columbia Social Credit Party. Im darauf folgenden Jahr berief ihn Premierminister Bill Bennett ins Kabinett, wo er zunächst Attorney General und Fraktionsvorsitzender war. Ab 1979 war Gardom Minister für Außenbeziehungen, Vorsitzender der Rechtskommission und Direktor der provinzeigenen Versicherungsgesellschaft Insurance Corporation of British Columbia. 1985 wurde er zum Verantwortlichen für offizielle Besuche an der Expo 86 ernannt und war in dieser Funktion Gastgeber zahlreicher Würdenträger aus aller Welt.
Gardom zog sich 1987 aus der Politik zurück, nachdem er zum Generalagenten für British Columbia in London ernannt worden war. Als solcher vertrat er die Interessen der Provinz in Großbritannien und verschiedenen europäischen Staaten. Generalgouverneur Roméo LeBlanc vereidigte ihn am 21. April 1995 als Vizegouverneur von British Columbia. Dieses repräsentative Amt übte er bis zum 21. September 2001 aus.